# 부스타 (기업)
부스타(Booster)는 대한민국의 산업용 보일러 기업이다. 본사는 충청북도 진천군 이월면 고등2길 18에 위치해 있다. 대표이사는 유승협이다.
산업용보일러 시장에서 한국 1위의 시장점유율을 유지하고 있다.

## 같이 보기
- 보일러

## 참고 문헌
1. ↑  선미진, 개인 투자자, ‘부스타’ 12% 지분 확보…배당 확대 요구할까, 지구인사이드, 2022. 09. 07.
2. ↑  여영래, 3500억 산업용보일러 시장, 부스타·미우라·대열보일러 등 ‘각축전 후끈’, 에너지경제신문, 2016년 10월 30일